# لئون بزنونی
لئون سیمونی بزنونی (ارمنی: Լևոն Սիմոնի Բզնունի؛ زادهٔ ۱۹۰۱ - درگذشته ۱۲ مارس ۱۹۶۷) یک شاعر اهل ارمنستان بود که در ایران سکونت گزید.

## زندگی‌نامه
وی در ۱۹۰۱ در قارص به دنیا آمد تحصیلات ابتدایی را در فرا گرفت و سپس در مدرسه نرسیسیان ادامه تحصیل داد. اولین اثر وی در ۱۹۱۷ در روزنامه لرابر به چاپ رسید. و در ۱۹۳۳ به ایران مهاجرت کرد و در تهران سکونت گزید وی عضو اتحادیه نویسندگان ارمنی ایران بود. وی در ۱۲ مارس ۱۹۶۷ در سن ۶۶ سالگی درگذشت.